# Klarna
Klarna je švédská společnost, která se zabývá zprostředkováváním plateb v oblasti elektronického obchodování. Byla založena v roce 2005 a v roce 2019 se stala největší evropskou firmou v oblasti finančních technologií. Klarna celosvětově zaměstnává asi 3500 lidí a sídlo má ve Stockholmu.

## Obchodní model
Její platební služba funguje na modelu "kup nyní, zaplať později". Službu poskytuje koncovým zákazníkům i obchodníkům. Ve velké části případů je částka zaplacená koncovým zákazníkem později stejná jako kdyby zaplatil okamžitě. Klarna účtuje poplatky obchodníkům, kterým službu poskytuje, a zákazníkům, kteří nedodrží termín odložené platby.

## Historie
Klarna vznikla v roce 2005 jako akademický projekt a u jejího rodu stáli Sebastian Siemiatkowski, Niklas Adalberth a Victor Jacobsson. Téhož roku získali ti tři investora, který zafinancoval vznik platformy a obchodního produktu. V roce 2008 začala Klarna prodávat své služby v Norsku, Finsku a Dánsku a o dva roky později také v Německu a Nizozemsku. Téhož roku získala investici od Sequoia Capital.[zdroj?] Po vstupu do Rakouska v roce 2012 vznikla Klarna Group, v roce 2015 vstoupila Klarna na trh v USA.[zdroj?]
V roce 2017 získala Klarna evropskou bankovní licenci. Od roku 2019 je Klarna považována za největší evropský fintech. V únoru 2021 se britský úřad Financial Conduct Authority (FCA) vydal doporučení o přísnější regulaci platebních služeb fungujících na modelu "kup nyní, zaplať později", tak aby se na tento sektor ve Spojeném království vztahovala stejná pravidla jako na poskytovatele půjček. S plánovanými regulacemi vyjádřil souhlas také Alex Marsch, ředitel britské pobočky Klarny.